# Сорокуш світлогорлий
Сороку́ш світлогорлий (Thamnophilus stictocephalus) — вид горобцеподібних птахів родини сорокушових (Thamnophilidae). Мешкає в Південній Америці. Раніше вважався підвидом плямистого сорокуша (Thamnophilus punctatus)

## Опис
Довжина птаха становить 14,5-15 см, вага 19-22 г. Тім'я в самця чорне, спина темно-сіра, крила і хвіст чорні з білими плямами. Нижня частина тіла сіра. Верхня частина тіла у самиці бура, тім'я рудувате, на крилах і хвості білі плями, нижня частина тіла жовтувато-коричнева.

## Підвиди
Виділяють два підвиди:
- T. s. stictocephalus Pelzeln, 1868 — центральна Бразилія, північна Болівія;
- T. s. parkeri Isler, ML, Isler, PR & Whitney, 1997 — північно-східна Болівія.

## Поширення і екологія
Світлогорлі сорокуші мешкають на півдні бразильської Амазонії, в межиріччі річок Токантінс, Шінгу, Тапажос і Мадейра, а також на півночі Болівії, в департаментах Бені і Санта-Крус. Вони живуть в амазонській сельві. а також в сухих тропічних лісах на висоті до 700 м над рівнем моря.